# Syntomeida wrighti
Syntomeida wrighti là một loài bướm đêm thuộc phân họ Arctiinae, họ Erebidae.